# Clean Bandit
Клин бандит (енгл. Clean Bandit) британска је електронска група, основана 2008. године у Кембриџу. Групу чине Џек Патерсон, Лук Патерсон и Грејс Чето..
Њихов сингл из 2013. године, Mozart's House доспела је на број 17 у Уједињеном Краљевству. У јануару 2014. су издали сингл Rather Be. Песма садржи елементе класичне музике уз ритам денс музике. Rather Be била је на број 1 у више од десет земаља, док је на Билборд хот 100 дошла до десете позиције. Највећи успех постигао је њихов сингл из 2016. Rockabye, који се попео на 9. место Билбордове листе и у којој им гостује Шон Пол.

## Дискографија

### Албуми
- New Eyes (2014)
- What Is Love (2018)
- 100 greatest acoustic songs (2019)

### Синглови
- Risk (2009)
- A+E (2012)
- Mozart's House (2013)
- Rather Be (2014)
- Extraordinary (2014)
- Come Over (2014)
- Tears (2016)
- Rockaby (2016)
- Solo (2018)